# Postoloprty
Město Postoloprty (německy Postelberg) se nachází v okrese Louny v Ústeckém kraji, při řece Ohři, sedm kilometrů západně od Loun. Žije v něm přibližně 4 700 obyvatel.

## Název
Teorie, že název obce pochází z názvu tamního benediktinského kláštera Porta Apostolorum (česky Brána apoštolů), se ukazuje jako málo pravděpodobná, především proto, že název obce je údajně doložen dříve, než je doložen název zmiňovaného kláštera Porta Apostolorum (založen před rokem 1121 nedaleko luckého hradiště Drahúš, zničen husity roku 1420). Zpráva říká, že klášter byl založen v obci s názvem Postoloprty a nesl název Sv. Marie nebo Panny Marie (ne ještě Porta Apostolorum).
Jazykovědec Milan Harvalík se přiklání k etymologii odvozené z označení ševců – výrobců nebo opravářů obuvi uváděné v Kronice české Václava Hájka z Libočan – „postoly prtati“ znamenalo staročesky „ševcovat, opravovat boty, příštipkařit“.
Název Postoloprty se v různých obměnách (Postolopirth, Postoloprith, Postoloporth, Postolopret, Kastilopirth, Kosteloprty) vyskytuje také v Kosmově Kronice české (1119–1125).

## Historie

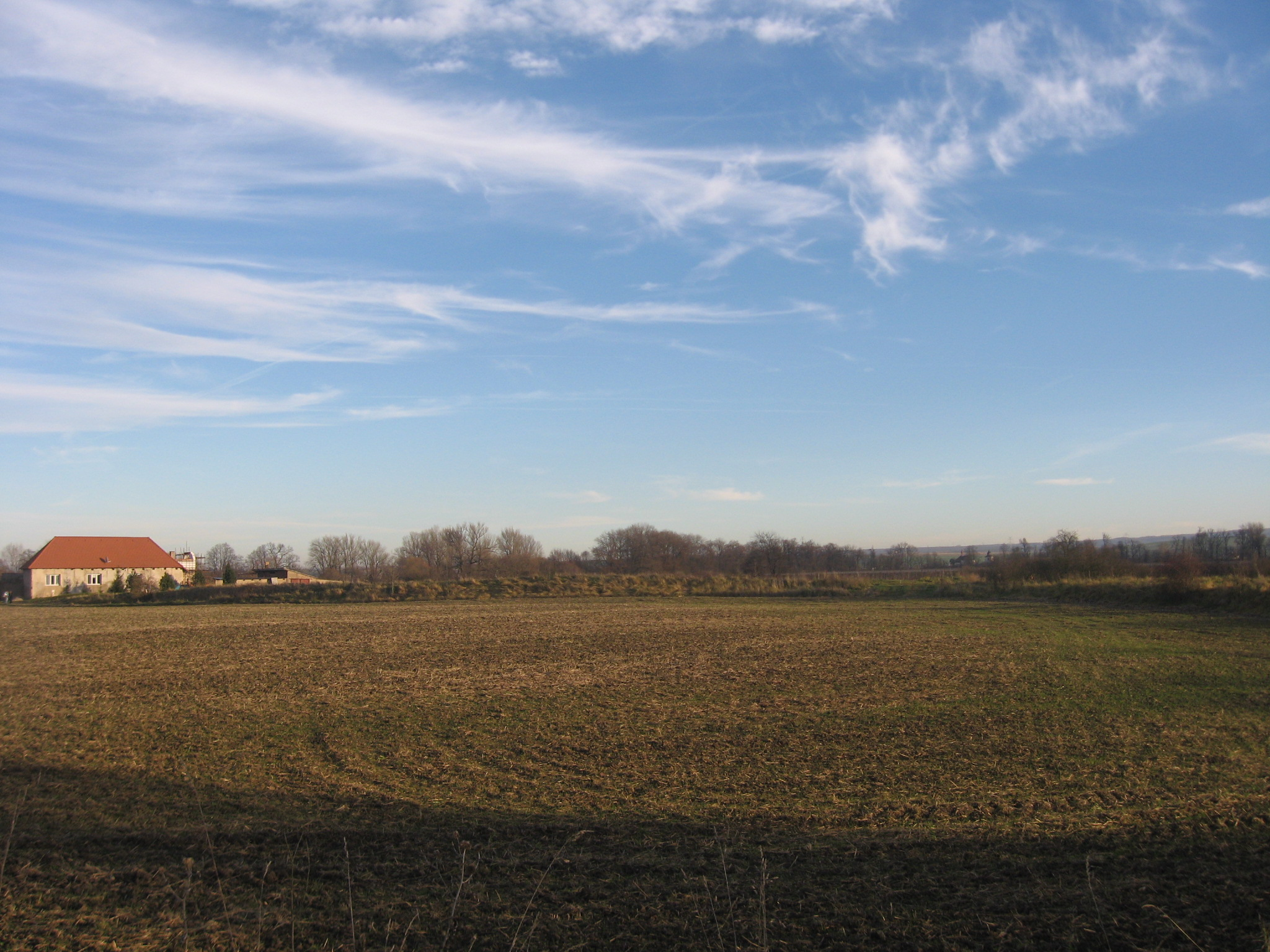
Valy akropole na hradišti Drahúš

V okolí Postoloprt se nacházelo neolitické sídliště kultury s lineární keramikou, jejíž nositelé byli prvními zemědělci na českém území.
První písemná zmínka o městě pochází z roku 1125.
Pravděpodobně v 7. století se podél řeky Ohře usadili Lučané. Ti přišli proti proudu řeky Ohře od východu a věnovali se především zemědělství. Z této doby je známá pověst o Neklanovi, pražském knížeti, který bojoval s Vlastislavem, knížetem luckým. Vlastislav byl poražen a jeho syn Zbyslav byl později zavražděn zrádným Durynkem. Po pádu Vlastislava vystavěl Neklan Lučanům náhradou za jejich zbořený hrad nový, který se jmenoval Drahúš (dnes městská čtvrť Draguš na jihozápadním okraji města).
Hrad Drahúš byl ve 12. století zničen. Údajně byl později na jeho místě postaven klášter Porta Apostolorum, který byl roku 1420 vypálen během husitských válek. Stavebně historický průzkum však klášter spolehlivě lokalizoval v místech postoloprtského děkanství.

### Válečné násilí
10. listopadu 1938 byla vypálena chomutovská synagoga. Židé, kteří nestačili utéci, byli za bití sudetskými Němci hnáni po čtyřech do zbytku ČSR právě přes Postoloprty na Louny (ty nebyly odstoupeny). Později Němci zřízený koncentrační tábor v bažantnici byl v roce 1943 vyhrazen pro mužské židovské míšence a manžele židovek z celého protektorátního území. Spolu s válečnými (Francie, Itálie, Velká Británie) zajatci pracovali nejen na stavbě letiště Žatec. Tábor fungoval až do dubna 1945, kdy řada vězňů začala utíkat. Průměrně zde bylo internováno 1200 lidí. Z později známých osobností zde byl vězněn lingvista Petr Sgall, plzeňský malíř František Zuvač (1905–1970), swingový skladatel Alexej Fried (1922 - 2011), literární vědec a jazykovědec Pavel Trost či sociolog Richard Jung (1926–2014).

### Masakr Sudetských Němců
V pohnutých časech po konci druhé světové války se v obci udál jeden z největších masakrů Sudetských Němců. V červnu 1945 byli v Postoloprtech shromážděni Němci z obce i okolí. Muži a chlapci od třinácti let byli internování do kasáren, ostatní byli poslání do lágru v místní bažantnici. Velká část z Němců včetně několika dětí byla popravena. V roce 1947 bylo exhumováno 763 těl, odhady počtu obětí se ale liší. Někteří historici udávají 800–1 000 obětí, nejvyšší odhady hovoří o 2 000–3 000 mrtvých. Po únoru 1948 byla celá událost ututlána. V Evropě co do rozsahu a počtu obětí masakr v Postoloprtech překonal až Srebrenický masakr v roce 1995.
Jedním z organizátorů masakru byl i účastník protinacistického odboje Vojtěch Černý.

## Obyvatelstvo
| Město Postoloprty                                    | Město Postoloprty | Město Postoloprty | Město Postoloprty | Město Postoloprty | Město Postoloprty | Město Postoloprty | Město Postoloprty | Město Postoloprty | Město Postoloprty | Město Postoloprty | Město Postoloprty | Město Postoloprty | Město Postoloprty | Město Postoloprty |
|                                                      | 1869              | 1880              | 1890              | 1900              | 1910              | 1921              | 1930              | 1950              | 1961              | 1970              | 1980              | 1991              | 2001              | 2011              |
| ---------------------------------------------------- | ----------------- | ----------------- | ----------------- | ----------------- | ----------------- | ----------------- | ----------------- | ----------------- | ----------------- | ----------------- | ----------------- | ----------------- | ----------------- | ----------------- |
| Obyvatelé                                            | 5 023             | 5 954             | 6 154             | 6 691             | 6 602             | 6 354             | 6 251             | 4 168             | 3 972             | 4 889             | 4 886             | 4 483             | 4 836             | 4 813             |
| Místní část Postoloprty                              |                   |                   |                   |                   |                   |                   |                   |                   |                   |                   |                   |                   |                   |                   |
| Obyvatelé                                            | 2 566             | 3 267             | 3 407             | 3 556             | 3 599             | 3 379             | 3 311             | 2 366             | 2 268             | 3 254             | 3 572             | 3 575             | 3 835             | 3 697             |
| Domy                                                 | 231               | 276               | 299               | 321               | 322               | 351               | 415               | 449               | 440               | 439               | 440               | 467               | 488               | 545               |
| Data z roku 1961 zahrnují i domy místní části Vrbka. |                   |                   |                   |                   |                   |                   |                   |                   |                   |                   |                   |                   |                   |                   |

## Části města
- Březno
- Dolejší Hůrky (tato část územně nesouvisí se zbytkem města)
- Hradiště
- Levonice
- Malnice
- Mradice
- Postoloprty
- Rvenice
- Seletice
- Seménkovice
- Skupice
- Strkovice
- Vrbka

## Školství
Ve městě se nachází mateřská škola, základní škola a základní umělecká škola. Za středoškolským vzděláním je nutno dojíždět do sousedních měst.

## Doprava
Postoloprty prochází silnice II. třídy (II/607 a II/255) a silnice III. třídy (III/22539, III/2501, III/2508). Ze severu město obchází silnice I/7. Dále městem vedou železniční tratě Lovosice–Postoloprty a Žatec–Obrnice, na nichž stojí stanice Postoloprty.

## Pamětihodnosti
- Na jižní straně Mírového náměstí stojí postoloprtský zámek postavený v první čtvrtině sedmnáctého století. Dochovaná podoba je výsledkem přestavby podle projektu architekta Pavla Ignáce Bayera z let 1706–1718 a výrazných úprav ze druhé poloviny osmnáctého století.[17]
- Záplavový most přes Ohři jižně od náměstí
- Kostel Nanebevzetí Panny Marie – Mírové náměstí
- Bývalý panský pivovar – dům čp. 659 na ulici Wolkerova
- Vodní mlýn
- Fara
- Socha svatého Jana Nepomuckého u hřbitova
- Sloup se sochou svatého Václava u hřbitova[18]
- Sloup se sousoším Piety na náměstí
- Kašna na náměstí
- Hřbitovní kaple – stojí na severozápadním okraji města
- Hradiště Drahúš – vyvýšené opevněné hradiště, archeologické stopy
- Úřednická budova – Mírové náměstí čp. 3
- Městský dům Mírové náměstí čp. 9
- Městský dům ulice Alšova čp. 40
- Městský dům ulice Alšova čp. 43
- Bývalá radnice ulice 5. května čp. 102
- Zemědělský dvůr čp. 109
- Fara, ulice Husova čp. 124
- Zájezdní hostinec čp. 125 stojí mezi Mírovým náměstím a ulicí Husova
- Archeologický skanzen Březno

## Osobnosti
- Jan Nepomuk I. ze Schwarzenbergu (1742–1789), českoněmecký kníže
- Antonín Langweil (1791–1837), český malíř a modelář, tvůrce papírového modelu Prahy
- Julius Anton Glaser (1831–1885), rakousko-uherský úředník, ministr spravedlnosti Předlitavska
- Ernst Zenker (1865–1946), rakouský politik, novinář, spisovatel a poslanec Říšské rady
- Adolf Dobrovolný (1864–1934), herec, dabér a hlasatel československého Radiojournalu
- Ludwig Freund (1878–1953), rakouský zoolog
- Eduard Bacher (1846–1908), rakouský novinář, stenograf a spisovatel
- Marx Levy Mordechai (1743–1804), rabín, dědeček Karla Marxe
- Jan Burka (1924–2009), český malíř, grafik, sochař a básník
- Norbert Josef Pitrof (1907–1995), německý malíř a modelář železnic
- Václav Nasvětil (* 1948), malíř

## Partnerské město
- Wolkenstein

## Galerie

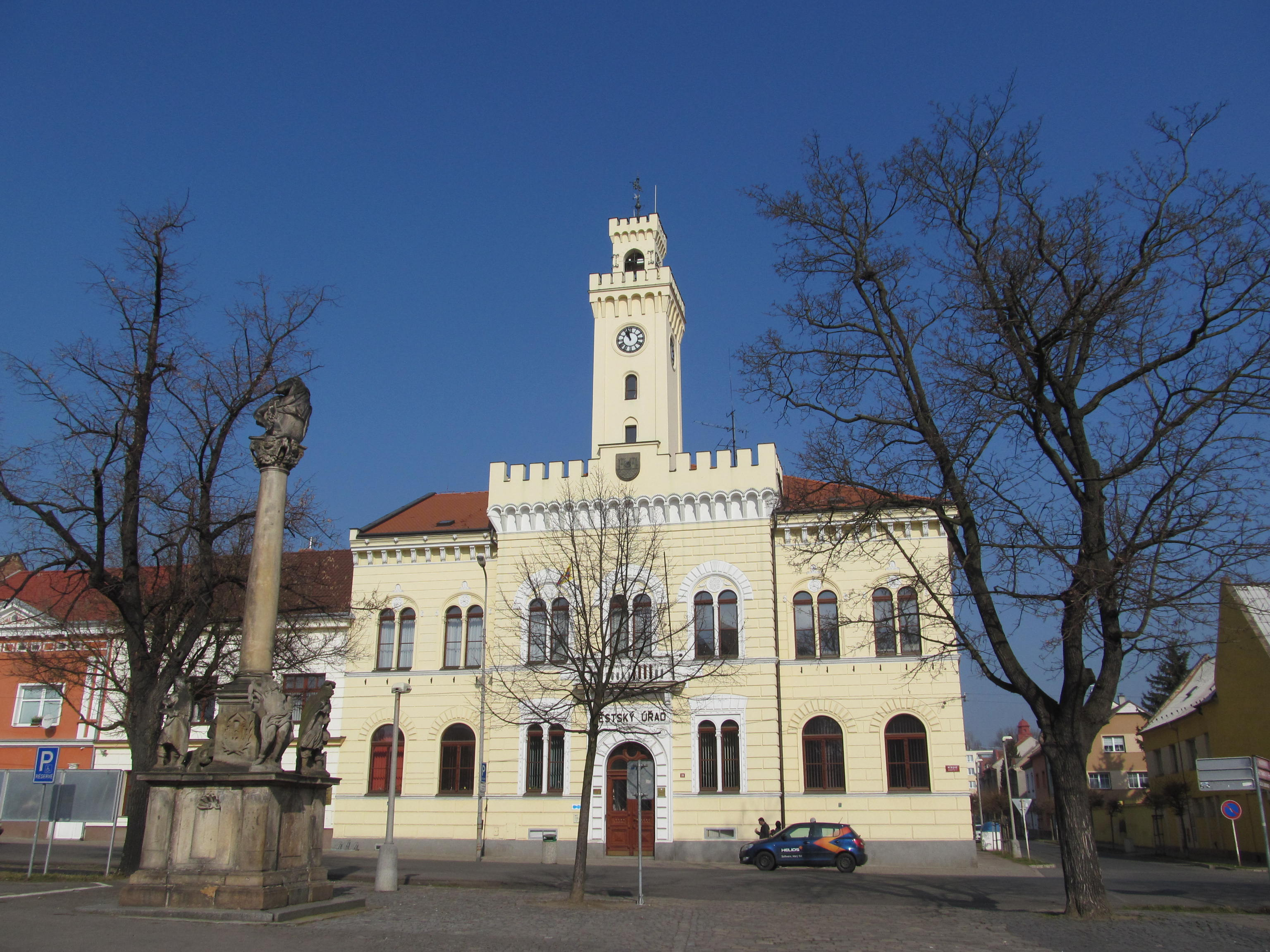
Radnice
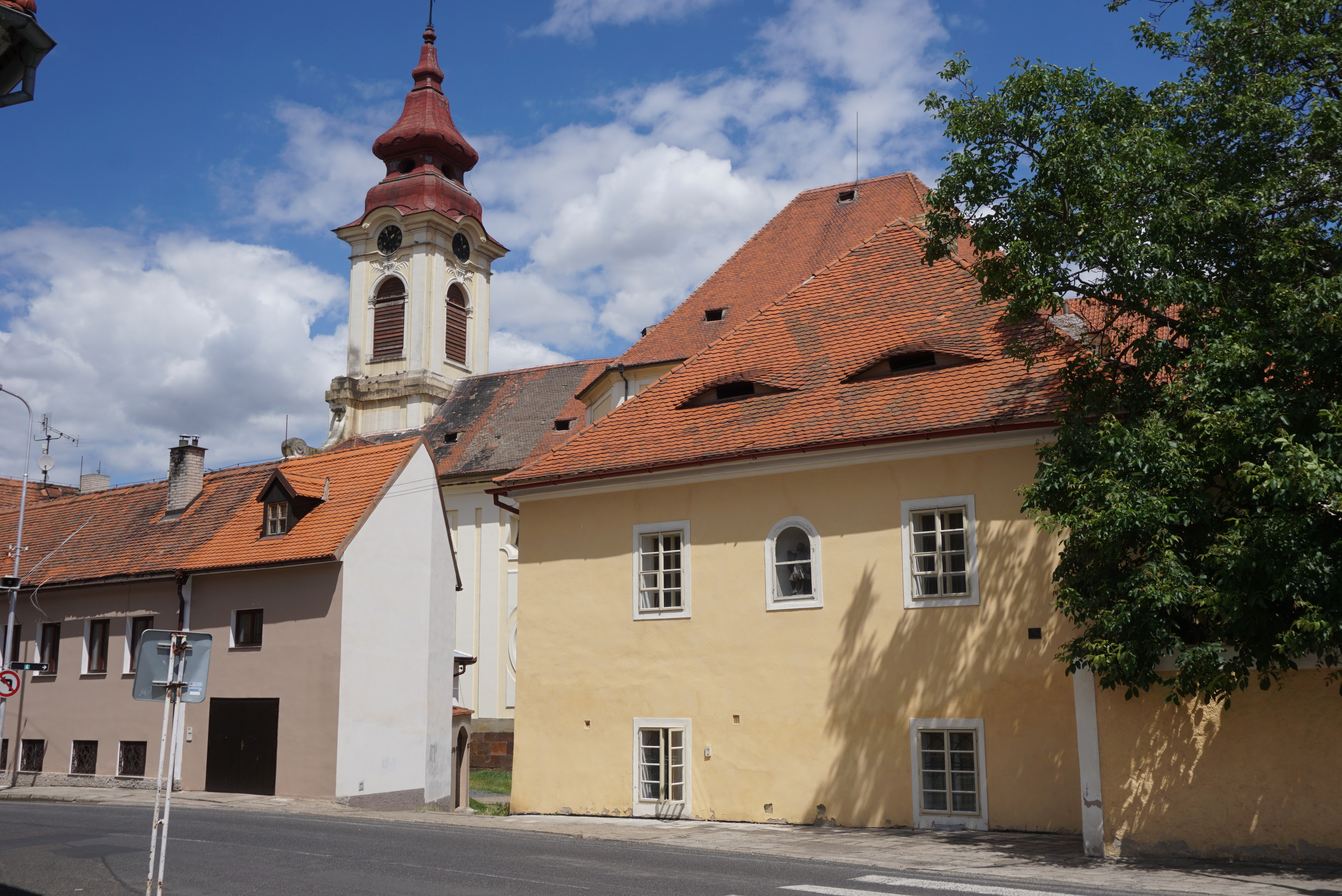
Fara s věží kostela
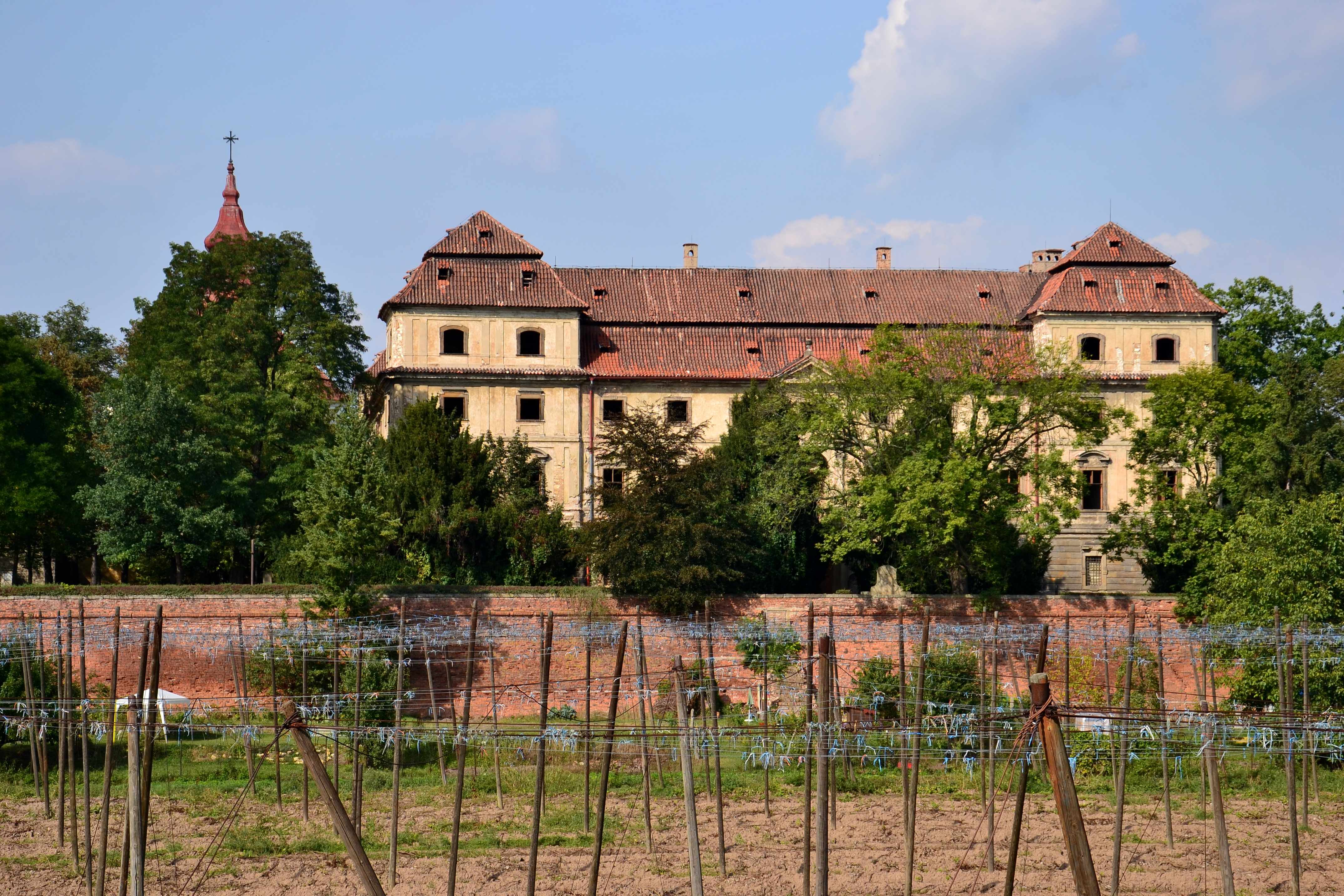
Zámek
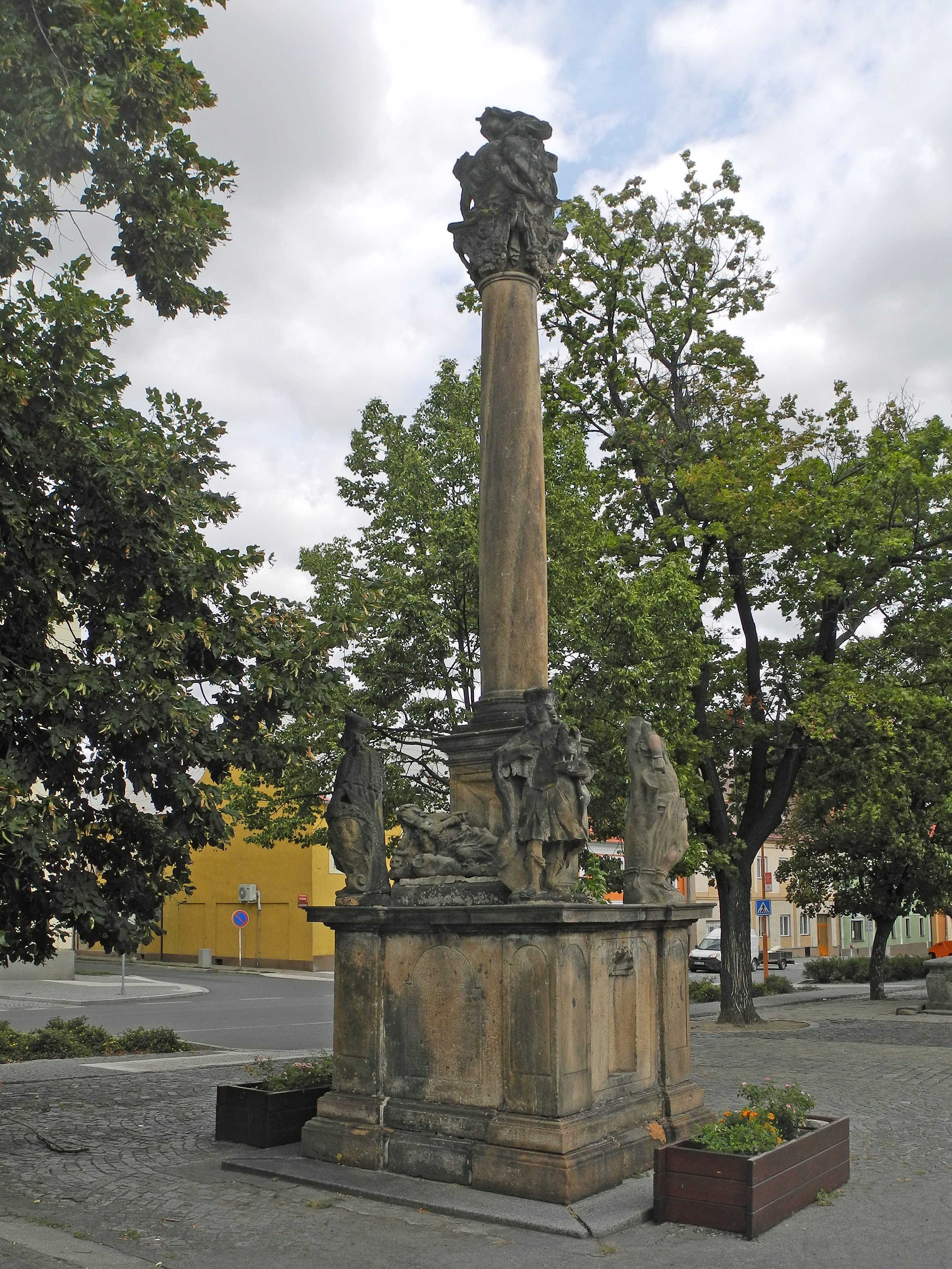
Mariánský sloup
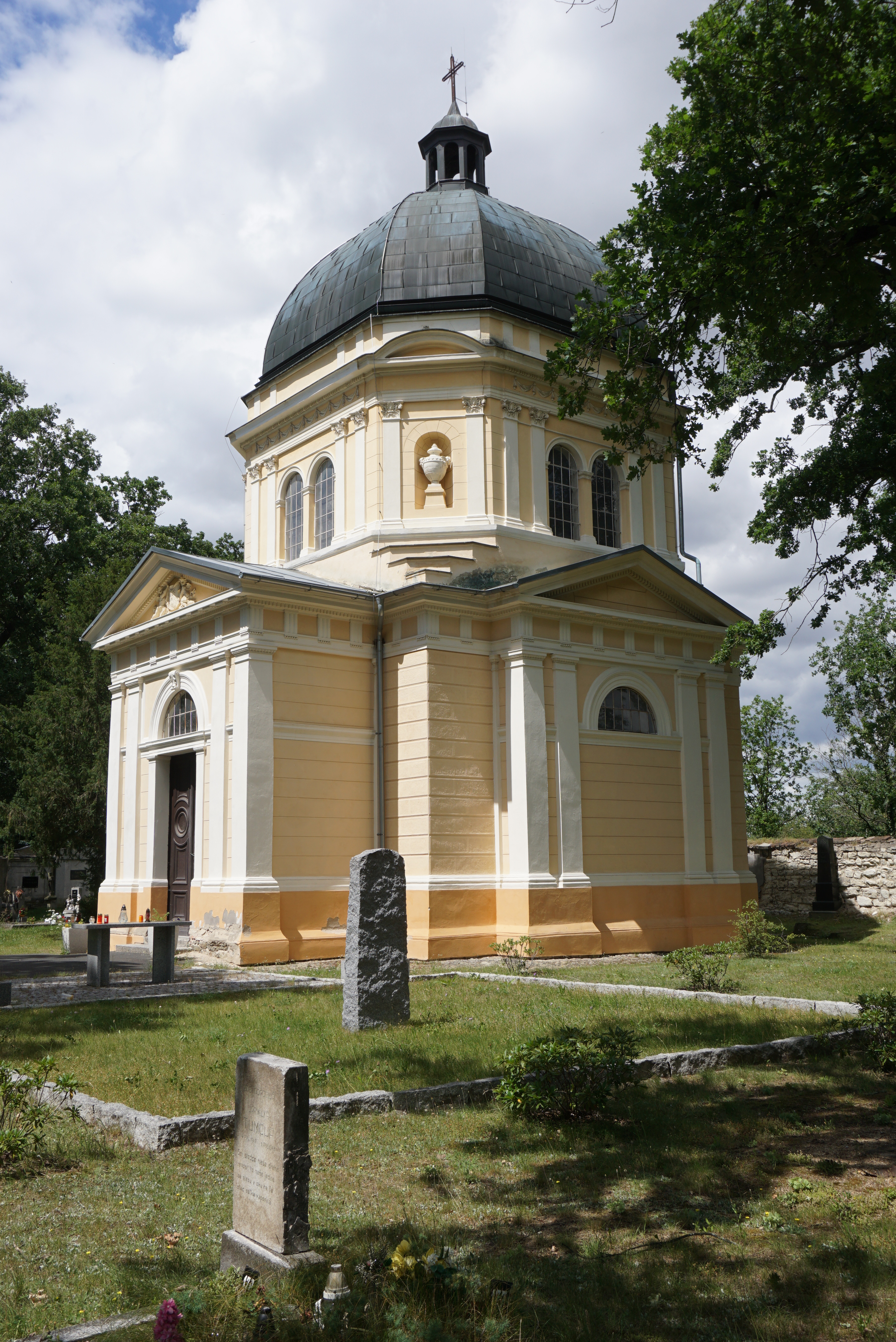
Hřbitovní kaple
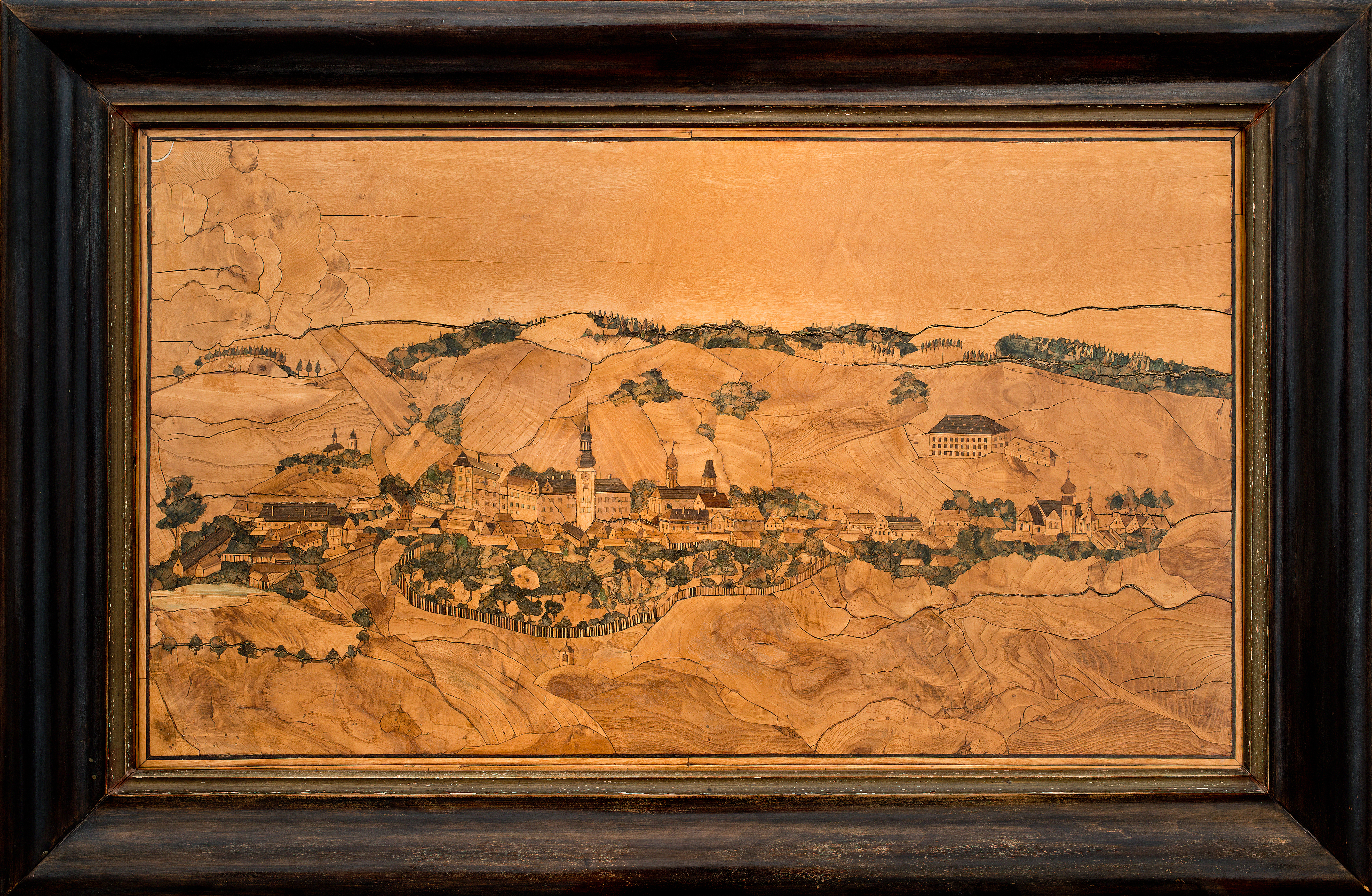
Pohled na město v roce 1727 na intarzii H. Meinolffa
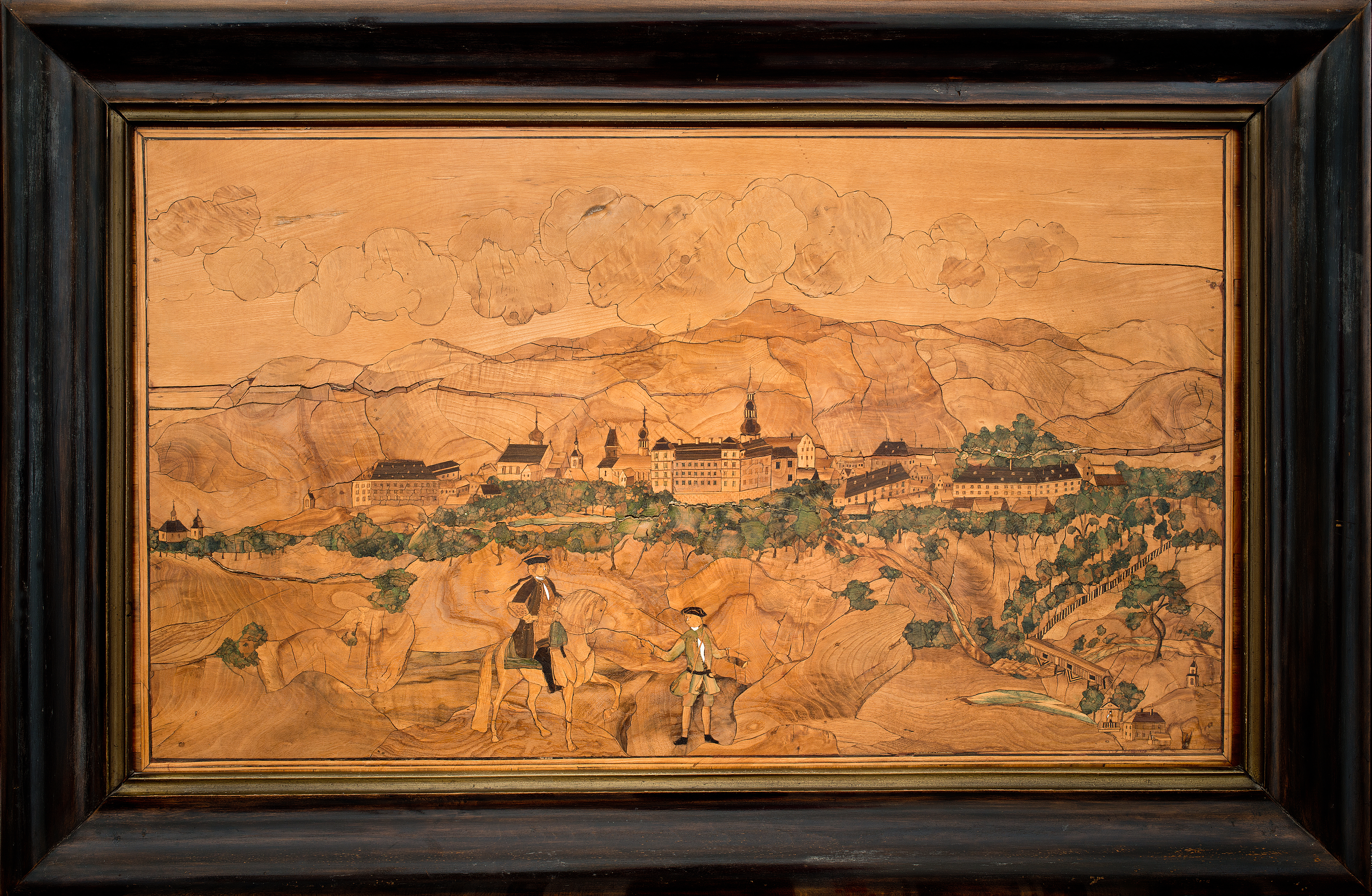
Pohled na město v roce 1727 na intarzii H. Meinolffa